# Proboscidipparion
Proboscidipparion — це вимерлий рід коней, який жив в Євразії в пліоцені близько 7.1–4 мільйонів років тому. Він відомий тим, що має досить витягнутий череп, в якому, за деякими припущеннями, був хоботок, схожий на тапіровий. Скам'янілості знайдені по всій Євразії, від Англії до Китаю.